# Dermacentor variabilis
Amerikansk hundfästing  eller Dermacentor variabilis är en fästingart som beskrevs av Thomas Say 1821. Dermacentor variabilis ingår i släktet Dermacentor och familjen hårda fästingar. Inga underarter finns listade i Catalogue of Life. Arten har påtäffats i Sverige.